# 13918 Tsukinada
13918 Tsukinada este un asteroid din centura principală de asteroizi.

## Descriere
13918 Tsukinada este un asteroid din centura principală de asteroizi. A fost descoperit pe 24 august 1984 la Geisei de Tsutomu Seki. Asteroidul prezintă o orbită caracterizată de o semiaxă mare de 2,62 ua, o excentricitate de 0,22 și o înclinație de 10,2° în raport cu ecliptica.